# Heim Gletscher
Heim Gletscher är en glaciär i Grönland (Kungariket Danmark).   Den ligger i kommunen Sermersooq, i den södra delen av Grönland, 600 km öster om huvudstaden Nuuk. Heim Gletscher ligger 183 meter över havet.
Terrängen runt Heim Gletscher är kuperad västerut, men österut är den bergig. Havet är nära Heim Gletscher åt sydost.  Trakten runt Heim Gletscher är nära nog obefolkad, med mindre än två invånare per kvadratkilometer. Det finns inga samhällen i närheten.